# 密蘇里州絕世公園
密蘇里州絕世公園（英語：Peerless Park, Missouri）是一座位於美國密蘇里州聖路易斯縣44號州際公路和141號公路的交匯處之城鎮。密蘇里州絕世公園於1935年成立。到1980年代，該城鎮人口已不超過50人。應該城鎮之居民的要求，密蘇里州絕世公園於1998年5月1日解散。
密蘇里州絕世公園現已併入山谷公園市。